# Фернандо I (король Арагону)
Ферна́ндо I (ісп. Ferrando I, 27 листопада 1380 — 2 квітня 1416) — король Арагону, Валенсії, Майорки, Сардинії, Сицилії, граф Барселони (1412—1416). Представник Трастамарського дому. Народися в Медіні, Кастилія. Син кастильського короля Хуана I й арагонської інфанти Леонори. Одружився із альбуркеркською графинею Леонорою (1394). Зайняв арагонський трон внаслідок компромісу в Каспе (1412). Прізвисько — Чесний.

## Біографія

### В Кастилії
Фернандо І народився 27 листопада 1380 року в Медіні, Кастилія. Він був сином кастильського короля Хуана I й арагонської інфанти Леонори.
За умовами Елваського договору 1382 року Фернандо мусив одружитися із португальською інфантою Беатрисою, щоб зміцнити міждержавний союз. Проте зі смертю матері Леонори батько Хуан овдовів й змінив положення договору новою Салватеррською угодою 1383 року, згідно з якою він сам мусив стати чоловіком Беатриси.
Після смерті брата Енріке III у 1406 році інфант Фернандо відмовився від кастильської корони, ставши регентом при малолітньому племіннику Хуану II разом з удовою Катериною Ланкастер. На цій посаді виявив себе як вельми розсудливий правитель. Намагався обмежити владу грандів, втім досяг значних успіхів.
1407 року вдерся у межі Гранадського емірату, але при облозі фортеці Сетеніль зазнав невдачі, тому уклав з маврами перемир'я. У 1410 році очолив нове військо проти Гранадського емірату, захопивши стратегічне місто Антекера (звідси походить його прізвисько). Тим часом, того ж року помер король Мартин I Арагонський, не залишивши законних нащадків чоловічої статі. Арагонський порядок успадкування престолу був вельми нечітким і ґрунтувався більше на традиціях, ніж на писаних законах. Відразу з'явилися кілька претендентів на трон.
Обговорення кандидатур шляхтою Арагону, Валенсії і графства Барселонського протікало дуже важко з огляду на амбіції прихильників Хайме, графа Уржель і загрози військового втручання з боку Кастилії. 1410 року вдалося здобути перемогу над антикастильською коаліцію арагонської знаті у битві при Морведре. Водночас підтримку надав антипапа Бенедикт XIII.
15 лютого 1412 року в Конкордії-де-Альканьіс була сформована комісія з дев'яти компромісаров — авторитетних представників знаті, духовенства і містян, які пізніше зібралися в Каспе (Компроміс в Каспе) і 28 червня 1412 обрали королем Фернандо. Водночас антипапа надав останньому інвеституру на королівство Сицилія.

### Король
1413 року Фернандо I розбив свого суперника, урхельського графа Хайме ІІ, захопивши його у полон 31 жовтня. Було конфісковано землі й майно ворогів роду Трастамара. Того ж року на кортесах в Барселонії підтвердив усі права Каталонії. 1414 року урочисто коронувався в Сарагосі. У 1414 і 1416 уклав угоди зі знатю Сардинії, які у 1410 році здобули незалежність). Цим вдалося знову підпорядувати острів Арагону. У 1415 році остаточно встановлено владу на Сицилії, тоді ж регентом цього королівства Фернандо I призначив старшого сина Альфонсо.
Він був справедливим і добрим государем. Єдиною помітною справою, яку він встиг зробити, була згода на скинення у 1416 році антипапи Бенедикта XIII, що стало один з чинників завершення Великої схизми.
У 1414 році заснував титул принца Жирони для спадкоємця трону. Помер 1416 року. Владу успадкував його син Альфонсо.

## Сім'я

### Дружина
Елеонора (3-тя графиня Альбукерке) (вересень 1374 — 16 грудня 1435) — графиня Альбукерке. Представниця династії Івреїв. Народилася в Альдеадавілі, Кастилія. Донька альбуркеркського графа Санчо, позашлюбного сина кастильського короля Альфонсо XI, і португальської інфанти Беатриси. Вступила в шлюб з Фердинандом у 1394 році. У шлюбі народила семеро дітей. Після смерті чоловіка виїхала до Кастилії, мешкала в Медіні, де й померла. Похована у монастирі святої Марії.

### Діти
1. Альфонсо (24 лютого 1396 — 27 червня 1458) — король Арагону, Валенсії, Майорки, Сардинії, Сицилії; граф Барселони (з 2 квітня 1416); король Неаполю (з 2 червня 1442). Народився в Медіні, Кастилія.
2. Хуан II (29 червня 1398 — 20 січня 1479) — король-консорт Наварри (з 8 вересня 1425); король Арагону, Валенсії, Майорки, Сардинії, Сицилії; граф Барселони  (з 27 червня 1458). Один з королів-довгожителів середньовіччя.
3. Енріке (1400 — 15 червня 1445) — 6-й герцог Вільєни, кавалер ордену Сантьяго.
4. Санчо (1400/1 — березень 1416) — магістр Алькантарського ордену з 1408.
5. Елеонора (2 травня 1402 — 19 лютого 1445) — королева-консорт Португалії (з 14 серпня 1433 по 9 вересня 1438). Регентка королівства (1438—1439). Народилася у Медіні-дель-Кампо, Кастилія. Одружена з португальським королем Дуарте I (з 22 вересня 1428). Мати португальського короля Афонсу V та імператриці СРІ Елеонори.
6. Марія (24 лютого 1403 — 18 лютого 1445) — королева-консорт Кастилії (з 4 серпня 1420). Дружина короля Кастилії Іоанна II. Матір короля Енріке IV.
7. Педро (1406 — 17 жовтня 1438) — 4-й граф Альбукерке.